# شهرستان پسکوتنک (کارولینای شمالی)
شهرستان پاسکوتانک، کارولینای شمالی (به انگلیسی: Pasquotank County, North Carolina) یک سکونتگاه مسکونی در ایالات متحده آمریکا است که در کارولینای شمالی واقع شده‌است.
شهرستان پاسکوتانک (PAS-kwoh-tayngk /ˈpæs.kwoʊ.teɪŋk/ ⓘ)[2] یک شهرستان واقع در ایالت کارولینای شمالی ایالات متحده است. در سرشماری سال 2020، جمعیت 40568 نفر بود.[3] مقر این شهرستان الیزابت سیتی است.[4] این شهرستان در ابتدا به عنوان منطقه پاسکوتانک ایجاد شد و در سال 1739 وضعیت شهرستان را به دست آورد.[5] شهرستان پاسکوتانک بخشی از منطقه آماری کوچک شهر الیزابت، NC است، که همچنین در منطقه آماری ترکیبی ویرجینیا بیچ-نورفولک، VA-NC گنجانده شده است.
جغرافیا
نقشه ویکی مدیا | © OpenStreetMap
نقشه تعاملی شهرستان پاسکوتانک
طبق آمار اداره سرشماری ایالات متحده، مساحت این شهرستان 289.33 مایل مربع (749.4 کیلومتر مربع) است که 226.88 مایل مربع (587.6 کیلومتر مربع) خشکی و 62.45 مایل مربع (161.7 کیلومتر مربع) (21.58٪) آب است.[6] ] این شهرستان از نظر مساحت، پنجمین شهرستان کوچک در کارولینای شمالی است.
تقریباً تمام زمین در شهرستان پاسکوتانک زمینی مسطح با توپوگرافی نزدیک به سطح دریا است که مشخصه بیشتر دشت ساحلی کارولینای شمالی است. این شهرستان توسط دو رودخانه احاطه شده است: پسکوتانک و رودخانه کوچک.

## خصوصیات
شهرستان پاسکوتانک ۷۴۸٫۵۱ کیلومترمربع مساحت دارد.